# Witold Dłużniak
Witold Dłużniak (ur. 6 lutego 1936 w Warszawie, zm. 11 marca 2013 w Cieszynie) – polski działacz sportowy, wiceprezes ds. szkolenia PZPN (1970-77) i prezes PZKol (1977-84), piłkarz Polonii Warszawa, jeden z twórców polskiego ruchu paraolimpijskiego.

## Kariera piłkarska
W młodości czynnie uprawiał piłkę nożną. Dłużniak w latach 50. grał na środku ataku Polonii Warszawa, a debiutował prawdopodobnie 25 listopada 1956 roku w meczu z Lotnikiem Dęblin. Nie wiadomo dokładnie, ile łącznie rozegrał meczów w warszawskiej drużynie, ale według Encyklopedii Piłkarskiej Fuji w sezonach 1959,1960 i 1961 rozegrał odpowiednio 6, 9 i 5 oficjalnych meczów w klubie.

## Działacz sportowy
Ukończył studia ekonomiczne na Uniwersytecie Warszawskim. Od 1970 roku, w okresie największych sukcesów polskiego futbolu pełnił funkcje wiceprezesa PZPN ds. szkolenia (1970-1977). Następnie został prezesem Polskiego Związku Kolarskiego (1977-1984, a potem honorowym prezesem).

## Związki ze sportem niepełnosprawnych
Z inicjatywy Witolda Dłużniaka powstał w 1998 roku Polski Komitet Paraolimpijski, którego był wieloletnim wiceprezesem. W latach 1989–2009 stał także na czele Polskiego Związku Sportu Niepełnosprawnych „Start”.
Był szefem polskiej misji podczas letnich igrzysk paraolimpijskich w Barcelonie, Atlancie, Sydney i Atenach (1992-2004). Choroba nie pozwoliła mu kierować ekipą biało-czerwonych w Pekinie (2008).